# Aleksander Świdwiński

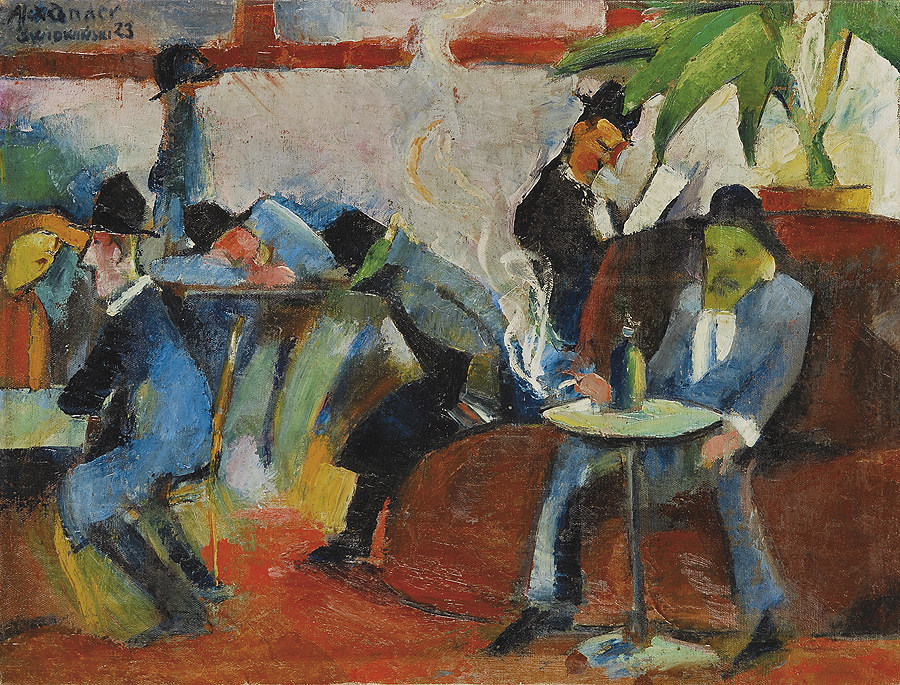
Obraz olejny W kawiarni, 1923

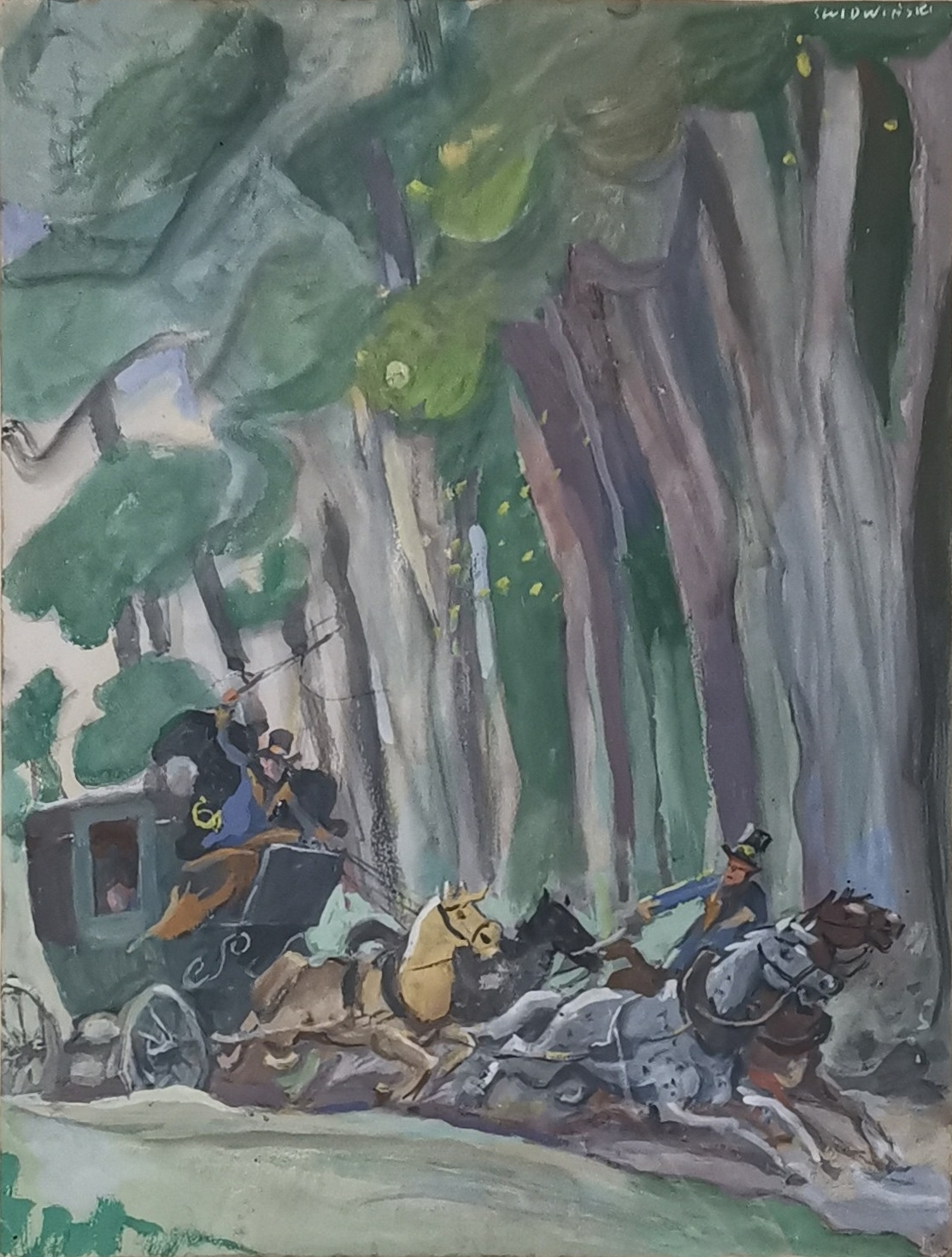
Gwasz bez tytułu

Aleksander Świdwiński (ur. 5 czerwca 1885 w Radomiu zm. 16 lipca 1952 w Warszawie) – polski malarz, karykaturzysta, scenograf, reżyser filmów dokumentalnych.

## Życiorys
Urodził się w Radomiu i tu pobierał pierwsze nauki. Studiował malarstwo w latach 1907-10 w Szkole Sztuk Pięknych w Warszawie oraz w okresie 1910-11 w Paryżu. W początkowych latach swojej twórczości zajmował się malarstwem i karykaturą. Związany był z ruchem formistycznym. W 1918 wraz z Romualdem Kamilem Witkowskim wykonał dekorację wnętrz kawiarni Picador w Warszawie. Również obaj wykonali wystrój kawiarni Klubu Futurystów w podziemiach hotelu Europejskiego, który sfinansowała Eugenia Kierbedziowa. W 1922 miał indywidualną wystawę z warszawskiej Zachęcie. Prace swoje wystawiał również w Salonie Garlińskiego jak również w Krakowie w lokalu Związku Zawodowego Polskich Artystów Plastyków. W 1926 rozpoczął współpracę z Laboratorium i Atelier Filmowym „Falanga”.
Od 1928 kierował zespołem kroniki filmowej w Polskiej Agencji Telegraficznej. W 1932 oraz 1934-37 kierował wydziałem filmowym PAT. W czasie oblężenia Warszawy we wrześniu 1939 brał udział w pracach filmowców dokumentujących straty w mieście.
Po II wojnie światowej realizował filmy dokumentalne. Zmarł 16 lipca 1952 w Warszawie i pochowany został na cmentarzu powązkowskim.

## Filmografia

### Reżyseria
- 1948 - PRODUKCJA CUKRU; film dok.,
- 1947 - OPACTWO W OLIWIE; film dok.,
- 1947 - POLSKI GDAŃSK; film dok., zdjęcia
- 1946 - GREISER PRZED SĄDEM RZECZPOSPOLITEJ - film dok., montaż
- 1946 - LUDZIE OGNIA I STALI; film dok.,
- 1946 - SZUBIENICE W STUTTHOFIE; film dok.,
- 1946 - U ŹRÓDEŁ ENERGII ELEKTRYCZNEJ; film dok., zdjęcia
- 1946 - POLSKIE PORTY RYBACKIE OTWARTEGO MORZA; film dok., zdjęcia, Montaż
- 1946 - POD SZTANDAREM ZWM; film dok.,  montaż, dźwięk

### Dźwięk
- 1933 - PRZYBŁĘDA; film fab.,
- 1933 - SZPIEG W MASCE; film fab.,
- 1933 - WYROK ŻYCIA; film fab.